# Schloss Bärnegg
Schloss Bärnegg är ett slott i Österrike.   Det ligger i distriktet Hartberg-Fürstenfeld och förbundslandet Steiermark, i den östra delen av landet, 90 km söder om huvudstaden Wien. Schloss Bärnegg ligger 604 meter över havet.
Terrängen runt Schloss Bärnegg är huvudsakligen kuperad, men åt sydväst är den platt. Terrängen runt Schloss Bärnegg sluttar söderut. Närmaste större samhälle är Pinkafeld, 7,4 km söder om Schloss Bärnegg. 
Omgivningarna runt Schloss Bärnegg är en mosaik av jordbruksmark och naturlig växtlighet. Runt Schloss Bärnegg är det ganska tätbefolkat, med 72 invånare per kvadratkilometer.